# Виробничі зв'язки
Виробничі зв'язки — це зв'язки, що характеризують відношення людини до природи, засобів виробництва і предметів праці в процесі її діяльності, забезпечують функціонування виробництва.

## Класифікація
Виробничі зв'язки поділяються на типи:
- технологічні,
- відтворювальні,
- управлінські.

Виробничо-природні зв'язки — зв'язки між виробництвом і природою, які представлені такими типами:
- ресурсними, що характеризують потоки речовини і енергії від природи до виробництва;
- виробничо-екологічними, що йдуть від виробництва до природи і впливають на охорону довкілля.

Виробничо-територіальні зв'язки — обмін сировиною, паливом, обладнанням, продукцією між підприємствами і галузями виробництва на певних територіях.